# SU-152
SU-152 là tên của một loại lựu pháo tự hành bánh xích bọc thép cỡ nòng 152mm của Liên Xô được sử dụng trong Chiến tranh thế giới thứ hai. SU-152 được trang bị một khẩu pháo 152mm đặt trên khung gầm của xe tăng KV-1S. 
Tuy bản thân SU-152 không phải là pháo tự hành chống tăng đích thực nhưng khẩu pháo hạng nặng cỡ 152mm của nó lại có khả năng tiêu diệt cả những loại xe tăng và thiết giáp mạnh nhất của Đức Quốc xã như các xe tăng Tiger I, Xe tăng Panther và pháo tự hành chống tăng hạng nặng Elefant (Con Voi). Chính vì vậy SU-152 được lính Hồng quân đặt cho một biệt danh là "Kẻ săn thú" (Zveroboy). Lính Đức thì gọi SU-152 với biệt danh là "Dosenöffner" (nghĩa là "Dụng cụ khui đồ hộp" - có lẽ để ám chỉ việc các xe tăng Đức khi bị trúng đạn của SU-152 thì thường bị sức nổ làm bật tung tháp pháo và các tấm vỏ giáp).

## Phát triển
Giai đoạn phản công của Trận Stalingrad đã cho Hồng quân thấy yêu cầu cấp thiết cần phải xây dựng một lực lượng pháo binh cơ động mạnh. Trong thời gian đó, các đơn vị bộ binh của Hồng quân tại mặt trận không có đủ hỏa lực pháo binh cần thiết để xử lý các công sự và công sự bê tông ngầm của quân phát xít Đức.
Sự phối hợp chặt chẽ giữa pháo binh và công binh là một yếu tố quan trọng giúp cho Hồng quân giành được chiến thắng trong Chiến dịch Sao Thiên Vương. Tuy nhiên, phần lớn số pháo binh của Hồng quân là các loại pháo kéo chứ không phải pháo tự hành. Sự thiếu hụt về tính cơ động của các loại pháo binh càng trở nên trầm trọng hơn trong tình hình đường sá giao thông thưa thớt, tuyết rơi dày đặc và các phương tiện cơ giới kéo pháo thì không đầy đủ. Các loại pháo kéo cũng tỏ ra dễ tổn thương trước các đợt phản kích của quân thù, đặc biệt khi chúng được kéo bởi ngựa hay bằng sức người. Các khẩu pháo hạng nặng 152mm lại càng gây nhiều khó khăn hơn trong việc vận chuyển với khối lượng quá lớn và tiết diện tiếp xúc của bánh xe quá nhỏ; điều này khiến nó không thể được vận chuyển băng qua các sông, suối, cầu và thường bị bỏ lại phía sau.
Rõ ràng các cán bộ lãnh đạo của Liên Xô không hài lòng với tình trạng này. Tháng 12/1942 Ủy ban Quốc phòng Nhà nước đã yêu cầu các cơ quan quốc phòng tập trung phát triển các loại thiết giáp với vũ khí chính là khẩu pháo ML-20 nòng 152,4 mm. Cũng cần nói rằng trước chiến tranh Hồng quân đã phát triển các loại thiết giáp có khả năng công phá các loại công sự địch, điển hình là xe tăng hạng hạng nặng KV-2 với pháo chính là khẩu pháo 152,4 ly M-10. Tuy nhiên mẫu xe tăng này tỏ ra không phù hợp vì nhiều nguyên nhân, như xe quá cao, tháp pháo cồng kềnh và khó xoay chuyển, tốc độ nạp đạn lại quá chậm và trọng tâm quá cao khiến xe tăng có nguy cơ bị lật nhào khi vượt chướng ngại vật (dù là nhỏ). Việc sản xuất hàng loạt xe tăng KV-2 bị đình chỉ vào tháng 7 năm 1941 và một số ít chiếc tăng loại này còn tồn tại đến tháng 12 năm 1942. Mẫu xe thiết giáp mới có mục đích tương tự như KV-2 đương nhiên phải có tính cơ động cao hơn, giáp trụ chắc chắn hơn, chi phí sản xuất thấp hơn và khẩu pháo ML-20 cỡ 152mm cũng uy lực hơn và chính xác hơn khẩu ML-10. Tuy nhiên việc đặt khẩu ML-20 vào một tháp pháo là điều không thể vì độ dài cũng như sức giật quá lớn của khẩu súng, vì vậy loại thiết giáp này là một pháo tự hành với nòng pháo không quay ngang được như xe tăng.
Cũng trước khi mệnh lệnh tháng 12/1943 của Ủy ban Quốc phòng Nhà nước được ban hành thì thực chất đã có vài dự án nghiên cứu các mẫu xe thiết giáp có khả năng công phá các công sự; tất cả các dự án này đều bị hoãn lại. Về sau các dự án này được khôi phục và đến tháng 12 năm 1942, ba mẫu thiết kế về một xe thiết giáp như vậy đã được công bố bởi nhiều nhóm kỹ sư thuộc các nhà máy sản xuất xe tăng và pháo nổi tiếng nhất của Liên Xô. Cả ba mẫu thiết kế này đều dùng khẩu pháo chính là ML-20 152 ly và thân xe là của chiếc KV-1S. Sau một quá trình thảo luận, mẫu thiết kế của Iosif Yakovlevich Kotin được chọn vì nó là một sự kết hợp thành công của khẩu pháo ML-20 và thân xe KV-1S với chi phí thấp nhất.
Tên của dự án thiết kế loại xe quân sự này là "KV-14" và quá trình chế tạo phiên bản thử nghiệm đầu tiên (mang tên "Obyekt 236") bắt đầu vào ngày 31 tháng 12 năm 1942; nó được hoàn thành sau 25 ngày. Việc thử nghiệm kiểm tra mẫu "Obyekt 236" bắt đầu vào ngày 25 tháng 1 năm 1943. Sau những thử nghiệm thành công ở cấp độ nhà máy, mẫu thử nghiệm lại trải qua một loạt thử nghiệm kiểm tra khắt khe hơn ở cấp độ Nhà nước. Ngày 14 tháng 2 năm 1943, Ủy ban Quốc phòng Nhà nước chấp thuận mẫu thiết giáp này và ngay lập tức đưa vào sản xuất hàng loạt tại Nha máy Kirov Chelyabinsky. Tên của mẫu thiết giáp này được chuyển từ KV-14 sang SU-152. Khẩu pháo ML-20 cũng được chỉnh sửa đôi chút với việc thêm các tay cầm cho các pháo thủ dễ sử dụng hơn, còn sơ tốc đầu nòng và quỹ đạo viên đạn không thay đổi. Phiên bản chỉnh sửa này mang tên ML-20S.
Mặc dù bản thân SU-152 không phải là pháo tự hành chống tăng, nó lại chứng tỏ khả năng chống tăng đáng ngạc nhiên nhờ vào đạn HE (chất nổ mạnh/high-explosive) rất nặng của nó. Thông thường, các loại pháo tự hành chống tăng sử dụng các loại đạn xuyên giáp có lõi cứng, có tỷ trọng lớn và có sơ tốc đầu nòng cao để tăng khả năng xuyên giáp xe tăng. Còn SU-152 thì không sử dụng loại đạn nào như vậy; nhưng các cuộc thử nghiệm vào đầu năm 1943 trên các mẫu tăng Tiger I tịch thu được từ Đức thì SU-152 lại là loại xe thiết giáp duy nhất của Liên Xô lúc đó có khả năng loại khỏi vòng chiến các xe tăng hạng nặng của Đức ở bất kỳ khoảng cách nào với độ tin cậy cao chỉ bằng sức nổ khủng khiếp của đạn HE. Phát hiện tình cờ này khiến Liên Xô nhanh chóng tổ chức sản xuất hàng loạt các pháo tự hành SU-152 và cũng dẫn đế việc hình thành các đơn vị pháo tự hành độc lập có vai trò tương đương như các tiểu đoàn pháo tự hành chống tăng.
Sau khi việc sản xuất đại trà SU-152 được tiến hành không lâu, loại pháo tự hành này lại được cải tiến thêm để tăng hiệu quả chiến đấu. Ban đầu SU-152 không được trang bị súng máy - đó là một điểm yếu chết người của chúng khi tham chiến trong thành phố hay các cuộc cận chiến. Để khắc phục nhược điểm này một khẩu đại liên phòng không DShK 12,7 mm được lắp vào pháo tự hành vào mùa hè năm 1943. Những chiếc SU-152 đời đầu trong quá trình sửa chữa cũng được lắp thêm khẩu đại liên này. SU-152 là phiên bản cuối cùng của dòng họ xe tăng KV được sản xuất hàng loạt, nó nhanh chóng được thay thế bởi pháo tự hành ISU-152 của dây chuyền sản xuất ChKZ vào tháng 12 năm 1943. Các tài liệu lịch sử không thống nhất với nhau về số lượng SU-152 được sản xuất, ngay cả đối với các tài liệu Nga. Thông thường con số này dao động từ 670 đến 704 chiếc. Những chiếc SU-152 còn sót lại sau Chiến tranh thế giới thứ hai cũng được cho "nghỉ hưu" vào năm 1954.

## Đặc điểm cấu tạo

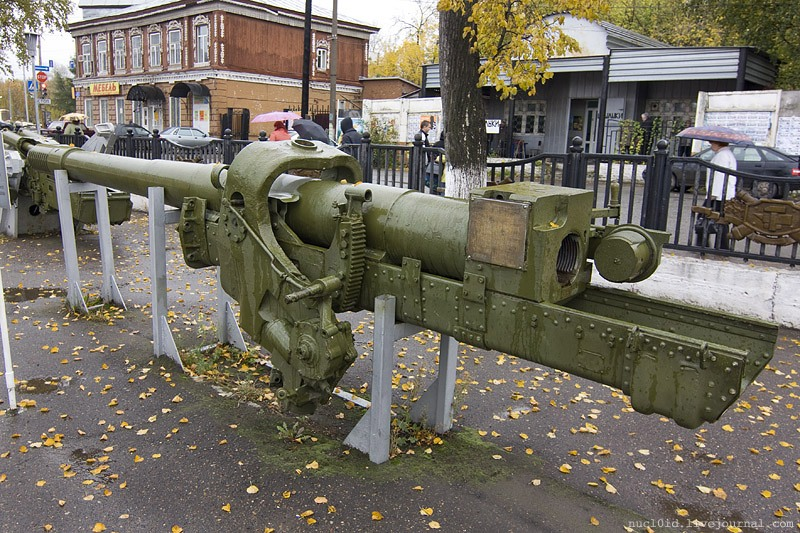
Khẩu pháo 152mm ML-20S dùng cho SU-152, được trưng bày tại viện bảo tàng của Nhà máy Motovilikha tại Perm, Nga

Cấu tạo của SU-152 tuân theo mô đun vốn có của các loại pháo tự hành của Liên Xô thời đó (ngoại trừ SU-76). Thân xe của pháo được bọc giáp hoàn toàn và được chia làm hai phần: khoang phía trước là chỗ ngồi của kíp lái, nơi đặt pháo và đạn dược; khoang phía sau là nơi đặt động cơ và hệ thống truyền động. Vỏ giáp thân xe được hàn từ nhiều mảnh thép cán có độ dày khác nhau: 75, 60, 30 và 20mm. Giáp trước và giáp trên của pháo nằm vát nghiêng để giảm thiểu tác động của đạn pháo đối phương giáp sau lưng thẳng đứng.Vỏ giáp nửa phía dưới của phần trước pháo và giáp phần sau của pháo có hình trụ; đồng thời quy trình chế tạo tương đối phức tạp. Pháo chính ML-20S được đặt ở phần trung tâm của thân xe và có thể quay hết cỡ sang hai bên được 12 độ. Ba thành viên của kíp lái ngồi ở bên trái súng: lái xe ở phía trước, pháo thủ ở giữa và người nạp đạn ở phía sau.Xa trưởng và thợ máy xe ngồi ở bên phải.
Hệ thống giảm xóc của SU-152 bao gồm tổng cộng 12 trục xoắn tương ứng cho 6 bánh xe ở mỗi bên pháo tự hành. Bánh xích truyền động được đặt ở phía sau xe. Mỗi dây xích bao gồm 90 mắt xích, mỗi mắt xích dày 6,8 ly. Khoảng cách trung bình giữa hai mắt xích kế nhau là 160 ly. Có ba khoang chứa nhiên liệu nằm trong thân xe của pháo: hai khoang đặt ở vị trí của kíp lái và khoang còn lại đặt ở vị trí của động cơ; tổng dung tích nhiên liệu là 600–615 lít. Ngoài ra, thông thường còn có thêm bốn khoang chứa nhiên liệu biệt lập được gắn bên ngoài xe với tổng dung tích là 360 lít. Nguồn điện với hiệu điện thế 24 vôn có từ một máy phát điện GT-4563A công suất 1kW với một rơle điều chỉnh RRA-24 và bốn ắc quy 6STE-128 với tổng sức chứa 256 ampe/giờ. Thiết bị điện này tương đối phổ biến trong các xe thiết giáp của Liên Xô thời đó. Nguồn điện dung cấp điện cho các thiết bị như bộ khởi động bằng điện ST-700, hệ thống điện đàm, hệ thống liên lạc, đèn và hệ thống nhắm quang học xác định khoảng cách.
Để các binh sĩ phía trong pháo có thể quan sát tình hình bên ngoài, tất cả các cửa sập trên nóc pháo đều gắn kính tiềm vọng. Có hai thiết bị ngắm dành cho súng: một kính ngắm ST-10 (tiếng Nga: CT-10) và một ống ngắm toàn cảnh. Hệ thống liên lạc TPU-4-BisF được trang bị cho pháo để phục vụ cho việc liên lạc trong nội bộ kíp lái; còn việc liên lạc giữa các pháo và xe tăng khác được thực thi thông qua một thiết bị bộ đàm bằng sóng vô tuyến. Những chiếc SU-152 được trang bị thiết bị bộ đàm 9R, về sau là 10R và cuối cùng là 10RK-26. Các bộ đàm sóng vô tuyến này tỏ ra hiệu quả hơn so với các thiết bị tương tự của Liên Xô vào đầu chiến tranh nhưng cũng chưa thể bằng được so với các thiết bị của phát xít Đức.
Kíp lái được trang bị hai súng tiểu liên hạng nhẹ PPSh-41 và 25 lựu đạn F1 để tác chiến tự vệ tầm gần.

## Lịch sử tác chiến

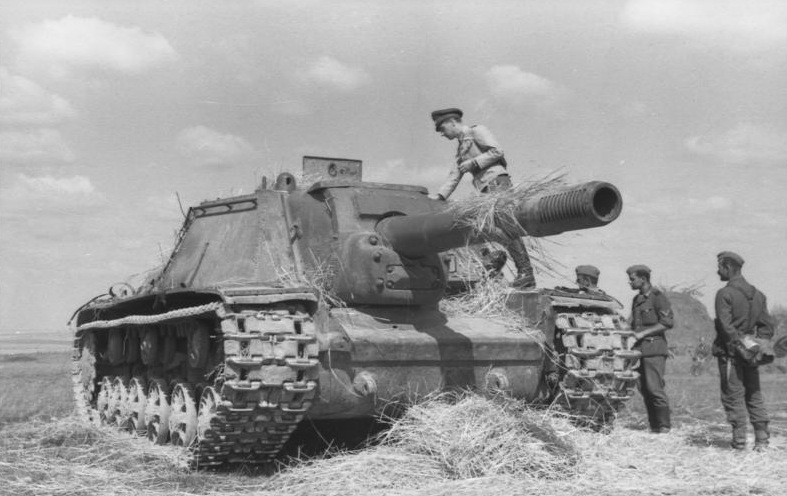
Quân Đức đang kiểm tra một khẩu pháo tự hành SU-152 bị Liên Xô bỏ lại trên chiến trường.

Mặc dù bản thân SU-152 không phải là một pháo tự hành chống tăng đúng nghĩa, nhưng nó là một phương tiện cơ giới diệt xe tăng hiệu quả, chi phí thấp và được sản xuất với số lượng lớn. Nó chỉ đứng sau SU-100 trong lĩnh vực chống tăng và cũng tỏ ra rất thành công trong việc tiêu diệt bộ binh và đánh sập các công sự địch. Trong chiến đấu, SU-152 được dùng với hai mục đích: 
- Hỏa lực hỗ trợ tầm xa dùng trong việc áp chế bộ binh và tiêu diệt các công sự, các hỏa điểm chống tăng của địch.
- Pháo tự hành chống tăng hạng nặng thường dùng trong các cuộc phục kích.

SU-152 được sản xuất với số lương lớn suốt năm 1943, những chiếc SU-152 đầu tiên được phiên chế cho các trung đoàn pháo tự hành mới thành lập vào tháng 5 năm 1943. Trung đoàn SU-152 đầu tiên tham chiến tại Trận Vòng cung Kursk và chỉ được trang bị 12 chiếc SU-152, tuy nhiên không lâu sau đó trong quá trình chiến đầu đơn vị này đã được trang bị 21 chiếc, đầy đủ so với biên chế (Zaloga 1984:165).
Bản thân SU-152 không phải là một pháo tự hành chống tăng thực thụ, vì vậy nó sử dụng đạn HE chuẩn dành cho pháo 152 mm chứ không phải các loại đạn xuyên giáp. Tuy nhiên loại đạn này có khả năng tạo ra một sức nổ khủng khiếp - sức phá này không tùy thuộc vào sơ tốc đầu nòng của viên đạn - và điều này khiến SU-152 tỏ ra cực kỳ hiệu quả trong việc tiêu diệt bất cứ loại xe tăng nào của Đức - kể cả xe tăng Tiger I và pháo tự hành Elefant (kể cả khi đạn HE vấp phải một số vấn đề khiến cho độ xuyên giáp bị giảm đi). Sức phá của đạn HE của SU-152 đủ sức để thổi bay tháp pháo của một chiếc xe tăng Tiger  tại bất kỳ tầm bắn nào, và rất nhiều xe tăng, xe bọc thép của Đức đã bị các khẩu pháo tự hành SU-152 tiêu diệt trong Trận Vòng cung Kursk. Trong trận này, thiếu tá Liên Xô Sankovskiy đã được phong tặng danh hiệu Anh hùng Liên Xô vì thành tích hạ gục 10 xe tăng Đức trong một ngày bằng pháo tự hành SU-152.
Một nhược điểm quan trọng của SU-152 là tốc độ bắn chậm do đạn nặng và trữ lượng đạn ít (chỉ 20 viên), đồng thời khoang dành cho kíp lái rất chật chội và khó chịu. Khẩu pháo 152 ly có tầm bắn tối đa lớn hơn rất nhiều so với khẩu 88 ly, nhưng đây chỉ là một khẩu lựu pháo nòng ngắn chứ không phải pháo nòng dài, vì vậy nó có sơ tốc đạn thấp và tầm bắn thẳng ngắn hơn nhiều so với các khẩu pháo 88 ly và 75 ly nòng dài của Đức, trong khi SU-152 vẫn có thể bị xuyên thủng trước đạn pháo của quân Đức trong tầm như vậy. Vì vậy, khả năng chống tăng của SU-152 được sử dụng hiệu quả nhất trong các trận đánh ở cự ly dưới 1000 mét, khi đó ưu thế sơ tốc đạn của các xe tăng hạng nặng Đức có thể bị hóa giải và hỏa lực cực mạnh của SU-152 có thể được tận dụng tối đa.
SU-152 tỏ ra kém hiệu quả hơn khi đối đầu với pháo tự hành chống tăng hạng nặng Elefant. Vỏ giáp của Elefant đủ sức chống chọi với tất cả các loại pháo chống tăng cỡ nòng dưới 100mm của Liên Xô lúc đó và chúng cũng không có tháp pháo; vì vậy khả năng đạn HE của SU-152 phá hủy hoàn toàn Elefant kém hơn nhiều so với các xe thiết giáp khác. Trong khi các nguồn Liên Xô khẳng định rằng ít nhất 7 chiếc Elefant đã bị SU-152 tiêu diệt tại Kursk thì các tài liệu Đức cho thấy: tuy nhiều chiếc Elefant đã bị SU-152 loại khỏi vòng chiến nhưng chỉ có một chiếc bị phá hủy hoàn toàn; số còn lại chỉ bị bắn hỏng và sau khi kéo về sửa chữa, thay thế kíp lái mới thì lại tiếp tục được tung vào chiến trường. Nguyên nhân của việc này là sức sát thương của đạn HE phụ thuộc vào lực phá nhiều hơn là lực xuyên, tức là khi đạn HE phát nổ thì sẽ tạo ra một chấn động mạnh khiến các linh kiện bên trong của xe tăng mục tiêu bị hư hại và kíp lái ngồi bên trong cũng sẽ bị giết chết bởi sức chấn động kinh hồn đó, tuy nhiên các khoang chứa đạn dược và các bộ phận ở cách xa vụ nổ thì không bị hư hại nhiều. Chiếc Elefant có thiết kế thân xe dài, tháp pháo và pháo thủ lùi hẳn ra cuối thân xe, nên khi trúng đạn vào mặt trước thân xe thì tổ lái sẽ có khả năng sống sót cao hơn và tháp pháo ít bị hư hại hơn (do ở vị trí cách xa vụ nổ hơn). Nhằm khắc phục tình trạng này, các cấp chỉ huy Liên Xô đã yêu cầu các binh sĩ phải tiếp tục nã pháo vào các xe thiết giáp bị bắn hỏng của Đức cho đến khi tháp pháo của xe Đức bị bắn tung hoặc xe bị bốc cháy dữ dội mới thôi..
Vỏ giáp của SU-152 ở mức khá so với các loại xe hạng nặng khác. Giáp trước thân xe dày 60mm nghiêng 70 độ (tương đương 175mm thép đặt thẳng đứng), có thể chịu được đạn xuyên giáp của pháo 8.8cm KwK 36 hoặc 8.8cm Kwk 43 trên xe tăng Tiger I ở cự ly dưới 500 mét. Nhưng giáp trước tháp pháo (phần không có khiên chắn quanh nòng pháo) thì mỏng hơn nhiều, chỉ dày 75mm nghiêng 30 độ (tương đương 90mm thép đặt thẳng đứng), chỉ ngang T-34 nên vẫn dễ bị tổn thương trước pháo 8.8cm KwK 36 hoặc 8.8cm Kwk 43 của xe tăng Tiger I ở tầm 1,5 km và khẩu pháo 7.5cm KwK 40 sơ tốc cao của Panzer IV, StuG III hoặc StuG IV  ở tầm 1 km. Phần sau và bên hông xe thì dễ bị tổn thương ở bất cứ tầm nào. Vỏ giáp không đủ dày là nguyên nhân chính khiến SU-152 bị thay thế bởi ISU-152.
Sau trận Kursk, loại đạn phá giáp lõi cứng 152 ly BR-540 đã được sản xuất với số lượng nhỏ và được trang bị cho các tiểu đoàn pháo tự hành chống tăng hạng nặng. Tuy nhiên do sơ tốc đầu nòng thấp của pháo 152 ly, loại đạn phá giáp này có độ chính xác không cao ở cự ly trên 1 km, và sức sát thương cũng không được cải thiện đáng kể so với đạn HE - trong khi đạn HE thì đa năng hơn vì có thể được dùng để tiêu diệt công sự, lô cốt và bộ binh địch. Do vậy, các đơn vị SU-152 vẫn dùng chủ yếu là đạn HE.
Sau trận Kursk, SU-152 tiếp tục đóng một vai trò quan trọng trong chiến dịch Bagration, lần này chúng thực hiện đúng vai trò ban đầu của mình là phá hủy các công sự và lô cốt của quân Đức. Từ nửa sau năm 1943, SU-152 được sử dụng trên khắp mặt trận Xô-Đức, từ Phần Lan tới Krym. Do tổn thất trong chiến đấu và do việc sản xuất đại trà bị ngưng lại vào tháng 12 năm 1943, số lượng SU-152 giảm dần. Nó được thay thế bởi ISU-152, một pháo tự hành có cùng pháo chính, cùng chức năng nhưng vỏ giáp tốt hơn.

## Biệt danh "Kẻ giết thú"
Biệt danh "Zveroboy" thường được dịch thành "Kẻ giết thú", nhưng có ý kiến cho rằng cái tên này bắt nguồn từ tên tiếng Nga của loài cây Hypericum perforatum,một loại cây thuốc.

## Tổ chức
SU-152 được biên chế vào các Trung đoàn Pháo tự hành hạng nặng độc lập (Otdel'niy Tyazheliy Samokhodno-Artilleriyskiy Polk, chữ Kirin Отдельный Тяжелый Самоходно-Артиллерийский Полк). Mỗi trung đoàn như vậy ban đầu có 12 pháo và được chia làm 3 tiểu đoàn. Một chiếc KV-1S sẽ được chọn làm xe dành cho chỉ huy. Sau tháng 11 năm 1943 mỗi trung đoàn như vậy được trang bị 21 pháo.